# Форт-Рипли (город, Миннесота)
Форт-Рипли (англ. Fort Ripley) — город в округе Кроу-Уинг, штат Миннесота, США. На площади 3,7 км² (3,4 км² — суша, 0,3 км² — вода), согласно переписи 2002 года, проживают 74 человека. Плотность населения составляет 21,5 чел./км².
- Телефонный код города — 218
- Почтовый индекс — 56449
- FIPS-код города — 27-21932[1]
- GNIS-идентификатор — 0643824[2]